# 喙頸龍
喙頸龍（屬名：Rhamphinion）意為「喙狀嘴的頸背」，喙狀嘴是喙嘴翼龍科屬名中常見的詞源，而頸背指的是喙頸龍的化石來自於頭顱骨後部。喙頸龍是種翼龍類，發現於美國亞利桑那州東北部的卡岩塔組，該地年代為侏儸紀的錫內穆階到普連斯巴奇階中期。
模式種是詹氏喙頸龍（R. jenkinsi），是在1984年由凱文·帕迪恩（Kevin Padian）敘述、命名
牠們的正模標本（編號MNA V 4500）為一個部份頭顱骨，包含枕骨，一個部份左顴骨，一個破碎的下頜，上有兩顆牙齒與第三顆牙齒的痕跡，以及其他碎片。喙頸龍一度是西半球已知最古老的翼龍類標本。喙頸龍的命名者凱文·帕迪恩並沒有將喙頸龍歸類於翼龍目的任何一科或亞目，但他注意到喙頸龍的顴骨並不類似翼手龍亞目的顴骨，所以應該屬於喙嘴翼龍亞目。在同一地點所發現的另一個其他翼龍類的翼部骨頭，也可能屬於喙嘴翼龍亞目，而翼展約1.5公尺寬。彼得·沃爾赫費爾（Peter Wellnhofer）認為牠們非常有可能屬於喙嘴翼龍亞目，但大衛·安文（David Unwin）則在「The Pterosaurs: From Deep Time」一書中保持更質疑的態度，認為這些破碎骨頭僅是一個關係未定的可能有效種。

## 外部連結
- 喙頸龍 翼龍資料庫網站
- 喙頸龍簡介